# Marfa Sobakina
Marfa Vassilievna Sobakina (en russe : Марфа Васильевна Собакина) est une tsarine russe  née en 1552 est morte en 1571. Elle a été la troisième épouse de  Ivan IV de Russie, dit le Terrible.

## Biographie

### Origine
Marfa Vassilievna est la fille de Vassili Sobakine, un marchand de Novgorod ou de Kolomna.

### Sélection comme épouse d'Ivan IV
Ivan IV a ordonné aux boyards d'envoyer dans la capitale leurs filles d'âge nubile en vue de son mariage. Un premier choix a été effectué entre quelque deux mille candidates. Marfa a été choisie par Ivan pour sa beauté parmi les douze dernières prétendantes.

### Maladie, mariage et mort
Quelques jours après, Marfa commence à dépérir d'un mal mystérieux. La supposition la plus plausible est qu'elle ait été involontairement empoisonnée par sa mère qui lui a donné une potion censée augmenter sa fertilité. Malgré le fait qu'elle perde rapidement du poids et tenait à peine debout, Marfa et Ivan se sont néanmoins mariés le 28 octobre 1571 à Aleksandrov. Martha meurt quelques jours plus tard, le 13 novembre. Ivan, se souvenant de la mort de sa première épouse Anastasia Romanovna Zakharine, a immédiatement soupçonné un empoisonnement et a mis à mort vingt de ses sujets, y compris Mikhaïl Temriouk, frère de sa précédente épouse Maria Kabardie Temriouk, qui a été empalé.

## Exhumation
En 1990, les restes de Marfa Vassilievna Sobakina ont été exhumés. Son corps était dans un état de conservation remarquable, mais très vite il devint noir et tomba en poussière. L'analyse n'a révélé aucune intoxication aux métaux lourds ni autres substances persistantes. Cela n'exclut cependant pas l'utilisation de poison d'origine végétale qui ne se prête pas à une analyse chimique.